# صالحة بنت عاصم
الأميرة صالحة بنت عاصم (14 يونيو 1987)، أميرة أردنية، ابنة الأمير عاصم بن نايف وسناء عاصم، ولدت في عمان.

## التعليم
- مدرسة عمان للبكالوريا في الأردن.
- مركز الأميرة هيا التعليم في عمان، الأردن.
- مدرسة كلفر الأكاديمية في ولاية انديانا، الولايات المتحدة.
- مدرسة سانت كلير الدولية، أكسفورد في إنجلترا (مدرسة صيفية)
- جامعة أدنبره في اسكتلندا.

## حياتها الخاصة
الأميرة صالحة لديها شقيق يدعى نايف (من مواليد 22 يناير 1998) وشقيقة تدعى نجلاء (ولدت في 9 مايو 1988). لديها أيضا 3 أخوات غير شقيقات وهن : الأميرة ياسمين (من مواليد 30 يونيو 1975)، الأميرة سارة (من مواليد 12 أغسطس 1978)، والأميرة نور (ولدت في 6 أكتوبر 1982).
في 4 أبريل 2011، تزوجت الأميرة صالحة من محمد هاشم الحاج حسن، ولهما من الأبناء:
- عائشة (27 مايو 2013-).[2]
- هاشم (2015-).[بحاجة لمصدر]